# HJ Magazine
Hurrà Juventus,  est un périodique mensuel sportif italien publié à Turin entièrement consacré au club de football piémontais de la Juventus.

## Historique

### Les origines
« La victoire est du fort qui a foi. »

— Corrado Corradini, couverture du premier numéro du Hurrà Juventus, 10 juin 1915
C'est grâce à un comité présidentiel de la première guerre mondiale composé de Gioacchino Armano (un des fondateurs du club), Sandro Zambelli et Fernando Nizza (ancien joueur du club) qu'est créé le premier exemplaire du journal le 10 juin 1915 par l'éditeur et directeur général du club Corradino Corradini sous la forme d'un journal destiné aux joueurs, travailleurs de la Fiat et aux supporters du club pendant la Première Guerre mondiale (dont beaucoup de joueurs et membres du staff juventino prirent part). Fondé au départ afin de maintenir un lien entre le club, officiellement à l'arrêt à cause du conflit, et leurs supporters, ce journal rencontre immédiatement quelques succès.
Le premier directeur de rédaction fut le dirigeant bianconero Corrado Corradini.
Le nom de la revue fut donné en hommage au cri belliqueux « Gu-rai ! » (cris de guerre des cosaques, signifiant « vers la béatitude céleste ! »), devenu un cri sportif « de joie et d'espérance » utilisé comme devise par les soldats italiens durant la Grande guerre pendant les assauts sur les tranchées ennemies.

« Gli juventini sono fratelli, non avvertono l'affetto che nel distacco. Sbandati da turbine, cercano ora di tessere una trama, sia pure sottile, che li leghi e li renda presenti gli uni agli altri. Vi riusciranno, perché tutto riesce nella Juventus! Detto fatto. Si fonda un Bollettino, un passe-par-tout, che dovrà raggiungere il fronte, insinuarsi nelle trincee e, richiedendolo il bisogno, finire nelle retrovie... »

— Extrait du premier numéro d'Hurrà Juventus, du 10 juin 1915
Les premiers numéros de l'Hurrà (titre sous lequel étaient connus les premières publications durant les premières années) – servaient surtout à résumer les victoires turinoises, aux protagonistes et au tifosi. Le 26 décembre 1915 fut publiée la biographie d'Enrico Canfari (écrite en 1914), un des fondateurs de la société bianconera, tombé au front avec Giuseppe Hess et d'autres éléments de la Juventus durant les trois jours de la Troisième bataille de l'Isonzo. Ce texte est jusqu'à aujourd'hui, dans l'histoire bianconera, l'unique trace écrite des origines du club. Le bullettin sociétaire fut interrompu en octobre 1916, pour cause de pénurie de matériel durant le conflit, mais les presses reprirent en 1919 pour se prolonger jusqu'en 1925, année où cessèrent les publications.

### Refondation dans les années soixante
En janvier 1963, après plus de trente années, vit le jour un nouveau numéro de la revue, avec en couverture le joueur argentin Omar Sívori, vendu pour le prix de 100 lires. Vers le mois de septembre suivant, le mensuel ne fut plus qu'édité en noir et blanc, avant d'ensuite petit à petit paraîte en couleur (initialement réservée seulement à la couverture). À cette époque fut nommé en tant que directeur responsable de la publication un ex-symbole du passé bianconero, Felice Borel, et ce fut à partir de cette période que le Hurrà Juventus se remit à éditer, en tant qu'organe officiel de la société turnoise, sans cessation jusqu'à aujourd'hui.

### Actualité
Publié par Edizioni Raffi S.r.l. et vendu 4,50 €, il s’agit aujourd'hui du magazine footballistique spécialisé le plus vendu en Italie (60 000 ventes par mois).
On peut aujourd'hui trouver dans le magazine des informations sur l'activité de l'équipe première, du secteur jeunes et également des fan club officiels en Italie et à l'étranger. Chaque mois est proposé des interviews des joueurs juventini (anciens joueurs ou actuels) ou des protagonistes liés au club, des informations sur le futur et les projets de la société, ainsi que des détails commentés de tous les matchs disputés. Parmi les collaborateurs de la revue ont figuré entre autres les journalistes Vladimiro Caminiti, Gianni Giacone, Massimo Carboni ou encore Maurizio Ternavasio. Depuis 2006, année de naissance de la Juventus Channel, des journalistes de la chaîne thématique ont quelques rubriques dans le mensuel.
La revue était, durant les années 90 et 2000, accolée à d'autres publications du club comme Forza Juve, Tutto Juve, Juve-story, Immagini e Storie et Juve senza frontiere.
L'été 2011 est l'objet pour Hurrà Juventus d'un profond restyling graphique[Quoi ?], abandonnant son ancien format 210 x 285 (format traditionnel depuis plusieurs années), pour adopter le style d'un format tabloïd. Depuis cette date, le nouveau directeur de rédaction est Fabio Vergnano, déjà chroniqueur sportif pour La Stampa.

## Annexe